# Banovići
Banovići (serbisch-kyrillisch Бановићи) ist eine Kleinstadt im Nordosten von Bosnien und Herzegowina. Sie ist Hauptort und Verwaltungssitz der gleichnamigen Gemeinde im Kanton Tuzla der Föderation Bosnien und Herzegowina.

## Geschichte
Der Ort Banovići entwickelte sich seit dem späten Mittelalter, erlangte seine heutige Bedeutung aber erst mit Beginn der Kohleförderung im 19. Jahrhundert.
Vom Bosnienkrieg war Banovići-Stadt nur in geringem Maß betroffen. Einige Siedlungen im Westen der Gemeinde lagen dagegen direkt an der Frontlinie und wurden weitgehend zerstört.

## Geographie
Das Gebiet der Gemeinde Banovići erstreckt sich am Nordrand des stark bewaldeten Konjuh-Gebirges, das bis über 1000 Meter ansteigt. Im Konjuh gibt es Braunkohlevorkommen, die auch abgebaut werden.
Benachbarte Gemeinden sind Kladanj, Lukavac, Olovo, Zavidovići und Živinice.
Zur Gemeinde gehören unter anderem die Ortschaften Gornji Bučik, Treštenica Donja und Treštenica Gornja.

## Bevölkerung
Bei der Volkszählung 1991 hatte die Gemeinde Banovići 26.590 Einwohner.
- Bosniaken – 19.162 (72,06 %)
- Serben – 4.514 (16,97 %)
- Jugoslawen – 1.928 (7,25 %)
- Kroaten – 550 (2,06 %)
- Andere – 436 (1,66 %)

In der eigentlichen Stadt lebten 8.637 Menschen.
- Bosniaken – 3.843 (44,49 %)
- Serben – 2.534 (29,33 %)
- Jugoslawen – 1.525 (17,65 %)
- Kroaten – 495 (5,73 %)
- Andere – 240 (2,80 %)

Die Gemeinde umfasst 19 Orte: Banovići, Banovići (selo), Borovac, Ćatići, Gornji Bučik, Grivice, Lozna, Milići, Mrgan, Omazići, Oskova, Podgorje, Pribitkovići, Repnik, Seona, Stražbenica, Treštenica Donja, Treštenica Gornja, Tulovići und Željova.

## Wirtschaft

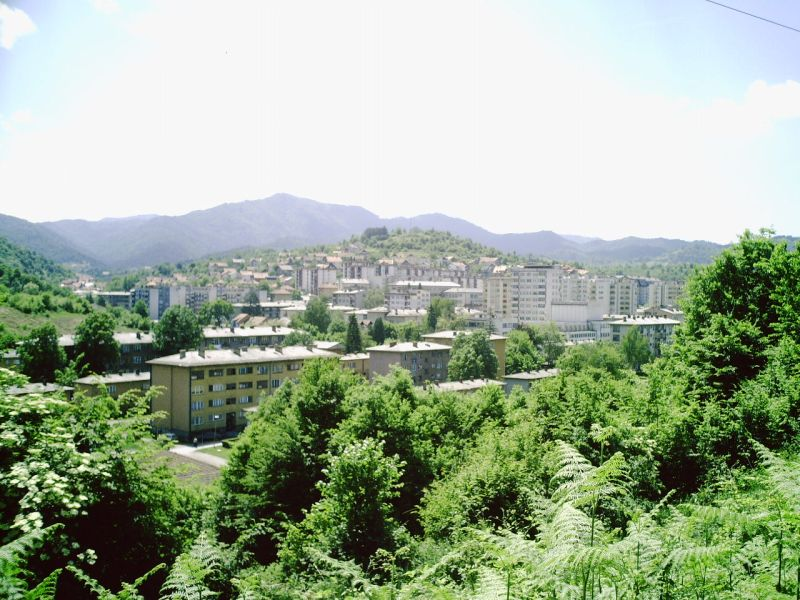
Blick auf Banovici

In Banovići wird seit langem Braunkohle im Tagebau abgebaut. Außer der Kohleförderung ist vor allem die Textil- und Elektroindustrie von Bedeutung.

## Verkehr
Das Straßennetz ist vergleichsweise gut ausgebaut. Das Gebiet besitzt mehrere Eisenbahnanschlüsse, die ausschließlich dem Güterverkehr dienen. Die schmalspurige Kohlenbahn Banovići hat auch eine gewisse Bekanntheit als Touristenattraktion erlangt.